# Porochilus rendahli
Porochilus rendahli  es una especie de pez actinopeterigio de agua dulce, de la familia de los plotósidos.

## Biología
Cuerpo típico de los bagres, con una longitud máxima descrita de 20,0 cm.
Se alimenta parcialmente de moluscos.

## Distribución y hábitat
Se distribuye como endemismo por ríos y lagos de Australia. Son peces de agua dulce tropical, de hábitat de tipo demersal, que prefieren un pH alcalino entre 7,3 y 8,3 y un rango de temperaturas entre 18 °C y 20 °C. Se le encuentra tanto en corrientes de agua lenta como rápida, que es clara a turbia con roca, grava o fondos de arena.